# Arado Ar 81
L'Arado Ar 81 est un prototype de bombardier en piqué allemand (c'est-à-dire un stuka) de l'entre-deux-guerres.

## Stuka pour la Luftwaffe
Convaincue par l’insistance d’Ernst Udet, le RLM demanda fin 1933 à Arado, Blohm & Voss, Heinkel et Junkers de lui soumettre des prototypes de bombardiers d’attaque en piqué. De façon assez curieuse et singulièrement anachronique Arado proposa un biplan de construction mixte à train fixe caréné. Le fuselage, entièrement métallique était très fin, avec un poste de pilotage biplace fermé derrière un moteur Junkers Jumo 210C soigneusement caréné. Le poste arrière était ouvert à sa partie arrière pour permettre l’installation d’une MG 15, ce qui justifiait l’adoption d’un empennage bidérive, et une MG 17 fixe était installée dans le capot moteur. Normalement équipé d’une bombe de 200 kg, cet appareil se révéla plus rapide que ses concurrents Ju 87 et Ha 137 et fut le seul de la compétition à larguer une bombe de 500 kg. Mais sa configuration biplan condamnait l’Ar 81 avec une vitesse en palier atteignant 345 km/h mais une vitesse de piqué dépassant tout juste 600 km/h.

## Trois prototypes
Le prototype Ar 81 V1 (D-UJOX) prit l’air fin 1935 et l’Ar 81 V2 (D-UPAR) ne fit qu’une assez brève apparition au centre d’essais de Rechlin début 1936 pour les raisons évoquées plus haut. Un troisième prototype, Ar 81 V3 (D-UDEX) fut cependant réalisé en 1936, caractérisé par un fuselage légèrement agrandi et un empennage monodérive, l’empennage original générant des vibrations au niveau des ailes en piqué accentué.